# Sylvio Mantha
Temple de la renommée : 1960
Sylvio Mantha (né le 14 avril 1902 à Montréal, dans la province de Québec au Canada et mort le 7 août 1974 dans cette ville) est un défenseur québécois professionnel de hockey sur glace.
Il a joué dans la Ligue nationale de hockey, passant la quasi-totalité de sa carrière avec les Canadiens de Montréal entre 1923 et 1937. Il passe ainsi treize saisons avec les Canadiens avant de jouer cinq matchs lors de sa dernière saison avec les Bruins de Boston. Sous le maillot de Montréal, il remporte la Coupe Stanley à trois reprises et est le capitaine de l'équipe du Québec pendant neuf saisons.
Après sa carrière de joueur, Sylvio Mantha devient arbitre de hockey puis entraîneur pour des équipes junior. Il est honoré en étant intronisé au Temple de la renommée du hockey en 1960.

## Carrière
Il a joué quatorze saisons dans la LNH de 1923 à 1937 avec les Canadiens de Montréal sauf quatre matchs. Il a été capitaine de l'équipe à partir de 1926 à 1932 et de 1933 à 1936. Les Canadiens ont tout d'abord signé Mantha en tant qu'ailier droit, mais l'ont ensuite déplacé à la défense parce que les vétérans Sprague Cleghorn et Billy Coutu commençaient à vieillir.
Quand Cleghorn a été échangé juste avant la saison 1925-1926, Mantha a pu jouer un rôle de premier plan au sein de l'organisation. Mantha a été nommé dans la seconde équipe d'étoiles de la LNH en 1930 et en 1931.
Durant la saison 1935-1936, Mantha a été nommé entraîneur en chef du Canadien. Après une saison morne, l'organisation du Canadien a décidé de le renvoyer. À ce moment, les Bruins de Boston étaient engagés dans une dispute de contrat avec leur entraîneur Eddie Shore. Ils ont donc signé Mantha au début de la saison 1936-1937. Quatre matchs seulement après le début de la saison, Mantha a admis qu'il ne pouvait plus jouer à un tel niveau et a pris sa retraite.
Mantha est alors devenu juge de ligne et arbitre pour la LAH et la LNH. Il est ensuite devenu entraîneur dans la ligue junior avec les Concordias de Montreal, les Nationales de Laval (1943 à 1945), les Maple Leafs de Verdun (1945 à 1947) et les Eagles de St-Jérôme (1947 à 1948).
Sylvio Mantha a été intronisé au Temple de la renommée du hockey en 1960.
Il est mort le 7 août 1974.

## Parenté
Il est le frère aîné de Georges Mantha, également joueur des Canadiens pendant de nombreuses années. Les deux joueurs ont évolué pendant huit saisons ensemble. 

## Statistiques
| Saison     | Équipe                | Ligue      |     | Saison régulière | Saison régulière | Saison régulière | Saison régulière | Saison régulière |   | Séries éliminatoires | Séries éliminatoires | Séries éliminatoires | Séries éliminatoires | Séries éliminatoires |
| Saison     | Équipe                | Ligue      | PJ  | B                | A                | Pts              | Pun              | PJ               | B | A                    | Pts                  | Pun                  |                      |                      |
| 1922-1923  | National de Montréal  | MCBHL      | 9   | 4                | 0                | 4                | 0                | -                | - | -                    | -                    | -                    |                      |                      |
| 1923-1924  | Canadiens de Montréal | LNH        | 24  | 1                | 3                | 4                | 11               | 2                | 0 | 0                    | 0                    | 0                    |                      |                      |
| 1924-1925  | Canadiens de Montréal | LNH        | 30  | 2                | 0                | 2                | 16               | 2                | 0 | 1                    | 1                    | 0                    |                      |                      |
| 1925-1926  | Canadiens de Montréal | LNH        | 34  | 2                | 1                | 3                | 66               | -                | - | -                    | -                    | -                    |                      |                      |
| 1926-1927  | Canadiens de Montréal | LNH        | 43  | 10               | 5                | 15               | 77               | 4                | 1 | 0                    | 1                    | 2                    |                      |                      |
| 1927-1928  | Canadiens de Montréal | LNH        | 42  | 4                | 11               | 15               | 61               | 2                | 0 | 0                    | 0                    | 6                    |                      |                      |
| 1928-1929  | Canadiens de Montréal | LNH        | 44  | 9                | 4                | 13               | 56               | 3                | 0 | 0                    | 0                    | 0                    |                      |                      |
| 1929-1930  | Canadiens de Montréal | LNH        | 44  | 13               | 11               | 24               | 108              | 6                | 2 | 1                    | 3                    | 18                   |                      |                      |
| 1930-1931  | Canadiens de Montréal | LNH        | 44  | 4                | 7                | 11               | 75               | 10               | 2 | 1                    | 3                    | 26                   |                      |                      |
| 1931-1932  | Canadiens de Montréal | LNH        | 47  | 5                | 5                | 10               | 62               | 4                | 0 | 1                    | 1                    | 8                    |                      |                      |
| 1932-1933  | Canadiens de Montréal | LNH        | 48  | 4                | 7                | 11               | 50               | 2                | 0 | 1                    | 1                    | 2                    |                      |                      |
| 1933-1934  | Canadiens de Montréal | LNH        | 48  | 4                | 6                | 10               | 24               | 2                | 0 | 0                    | 0                    | 2                    |                      |                      |
| 1934-1935  | Canadiens de Montréal | LNH        | 47  | 3                | 11               | 14               | 36               | 2                | 0 | 0                    | 0                    | 2                    |                      |                      |
| 1935-1936  | Canadiens de Montréal | LNH        | 42  | 2                | 4                | 6                | 25               | -                | - | -                    | -                    | -                    |                      |                      |
| 1936-1937  | Bruins de Boston      | LNH        | 4   | 0                | 0                | 0                | 2                | -                | - | -                    | -                    | -                    |                      |                      |
| Totaux LNH | Totaux LNH            | Totaux LNH | 542 | 63               | 72               | 135              | 667              | 35               | 5 | 4                    | 9                    | 66                   |                      |                      |

## Trophées et honneurs
- Capitaine des Canadiens de Montréal de 1926 à 1932 et de 1933 à 1936
- Ligue nationale de hockey
  - 1923 — Coupe Stanley
  - 1930 — Coupe Stanley
  - 1931
    - Sélectionné dans la seconde équipe d'étoiles de la LNH
    - Coupe Stanley

  - 1932 — sélectionné dans la seconde équipe d'étoiles de la LNH